# Eretes
Eretes là một chi bọ cánh cứng trong họ Dytiscidae, gồm có 4 loài. Đây là chi bản địa của vùng nhiệt đới châu Phi, miền Cổ bắc (bao gồm châu Âu), Cận Đông, Bắc Phi và miền Ấn Độ - Mã Lai.

## Hình ảnh

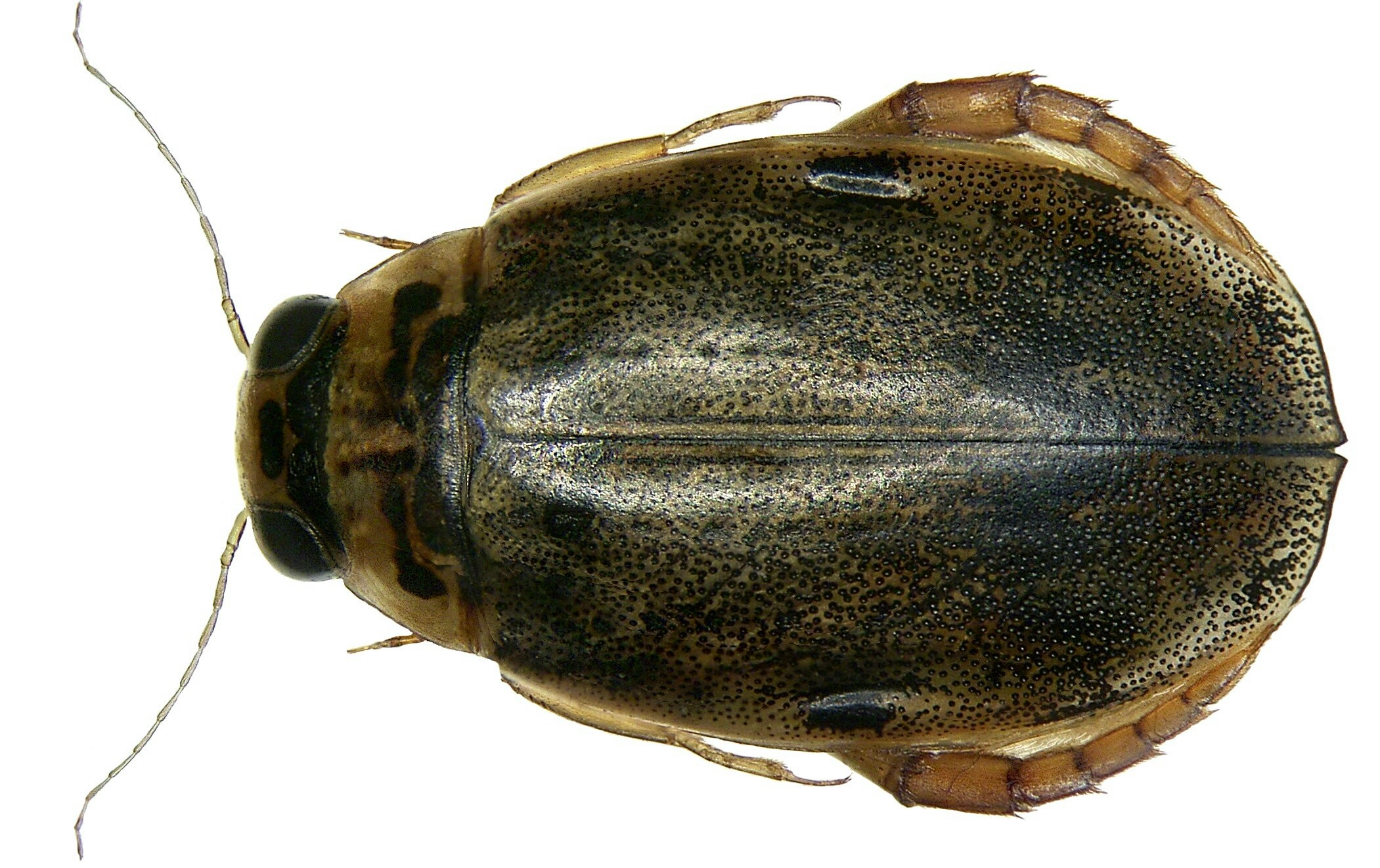